# Donax denisi
Donax denisi is een tweekleppigensoort uit de familie van de Donacidae. De wetenschappelijke naam van de soort is voor het eerst geldig gepubliceerd in 1942 door Fischer-Piette.